# En skør skør verden
En Skør Skør Verden var et dansk magasin, der udkom fra 1992 og til 2000. Det blev udgivet af Aller Press og udkom seks gange om året.
Bladet indeholdt, som navnet indikerer, skøre og mystiske nyheder om rumvæsner, mennesker med sære evner eller bizarre (ofte opdigtede) hændelser. Artiklerne kunne endvidere indeholde nyheder om mennesker, der havde overlevet usandsynlige og ekstreme ulykker. Billederne var meget farverige og iøjefaldende og tit blodige eller afskyelige, men alligevel ikke helt uhumoristiske. Journalistikken kunne da heller ikke opfattes som synderlig seriøs, og en Skør Skør Verden var derfor nærmere at betegne som et farverigt og underholdende sladderblad. 
Bladet havde Anders Krag som redaktør, og havde et oplag på helt op til 48.000 månedligt.